# Resolutie 639 Veiligheidsraad Verenigde Naties
Resolutie 639 van de Veiligheidsraad van de Verenigde Naties werd unaniem aangenomen op 31 juli 1989, en verlengde de UNIFIL-vredesmacht in Zuidelijk Libanon met een half jaar.

## Achtergrond
Na de Israëlische inval in Zuidelijk Libanon in 1978, stationeerden de Verenigde Naties de tijdelijke VN-macht UNIFIL in de streek. Die moest er de vrede handhaven totdat de Libanese overheid haar gezag opnieuw kon doen gelden.
In 1982 viel Israël Libanon opnieuw binnen voor een oorlog met de Palestijnse PLO en het ook aanwezige Syrië. De PLO verliet Libanon en in 1985 begon Israël met terugtrekkingen uit het land, maar er vonden geregeld nieuwe aanvallen en invasies plaats. Pas in 2000 zou het zich volledig terugtrekken.

## Inhoud
De Veiligheidsraad:
- Herinnert aan de resoluties 425, 426, 501, 508, 509 en 520.
- Heeft het rapport van secretaris-generaal Javier Pérez de Cuéllar over UNIFIL bestudeerd en neemt nota van diens waarnemingen.
- Neemt nota van de brief van Libanon.
- Beantwoordt het verzoek van de Libanese overheid.

1. Beslist het mandaat van UNIFIL met een verdere tijdelijke periode van zes maanden te verlengen, tot 31 januari 1990.
2. Herhaalt zijn steun aan de territoriale integriteit, soevereiniteit en onafhankelijkheid van Libanon.
3. Benadrukt de voorwaarden van de macht en roept alle betrokken partijen op samen te werken met de macht zodat deze haar mandaat volledig kan uitvoeren.
4. Herhaalt dat de macht haar mandaat volledig moet uitvoeren.
5. Vraagt de secretaris-generaal de consultaties met de Libanese overheid en andere partijen over de uitvoering van deze resolutie voort te zetten en hierover te rapporteren.

Lijst ·  627 ·  628 ·  629 ·  630 ·  631 ·  632 ·  633 ·  634 ·  635 ·  636 ·  637 ·  638 ·  639 ·  640 ·  641 ·  642 ·  643 ·  644 ·  645 ·  646